# Tysnes
Tysnes este o comună din provincia Hordaland, Norvegia.